# Lucinda Lom
Lucinda Lom (orig. Lulubelle Loon). Seriefigur. Ytterst perifer figur i Kalle Anka-serierna. Skapad av seriekreatören Don Rosa 1993.

## Karaktärshistoria
Lucindas hittills enda framträdande har varit i Don Rosas kanske mest berömda verk, hans "Kalle Ankas släktträd" som fick världspremiär i juli 1993.
Till skillnad från den absoluta majoriteten av figurerna i släktträdet skapades Lucinda Lom av Rosa direkt för det, helt utan influenser från tidigare serier, filmer eller andra kända källor. Alternativet hade varit att lämna hennes plats tom.

## Levnadsteckning

### Den vedertagna versionen
Lucinda Lom är enligt Don Rosa hustru till Unkas Anka, vilket innebär att hon är ingift faster till Kalle Anka. Med Unkas har hon sönerna Knase och Snorke Anka.
I övrig är i stort sett ingenting är känt om henne. Gissningsvis föddes hon, precis som sin make, på 1870-talet. Om hon växte upp i eller omkring Ankeborg är fortfarande en gåta, men - förutsatt att hon levde tillsammans med Unkas - bodde hon där inte under den vuxna delen av sitt liv.

### Andra tolkningar
Då Lucinda enbart setts till i släktträdet, finns det inga andra åsikter om henne än det lilla som redan sagts.